# Cratere Tangaroa
Tangaroa è un cratere presente sulla superficie di Tritone, il principale satellite di Nettuno; il suo nome deriva da quello di Tangaroa, divinità del mare e della pesca presso i Maori.